# Leon J. LaPorte

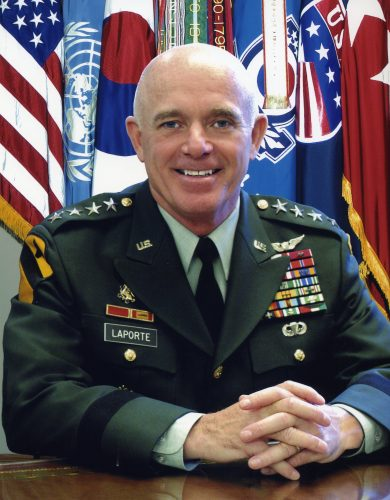
Leon J. LaPorte

Leon J. LaPorte (* 5. Mai 1946 in Providence, Rhode Island) ist ein pensionierter Vier-Sterne-General der United States Army. Er war unter anderem Kommandeur der  1. US-Kavalleriedivision, des III. Korps und der United States Forces Korea.
Leon LaPorte besuchte die öffentlichen Schulen seiner Heimat einschließlich der Mount Pleasant High School. Über das ROTC-Programm der University of Rhode Island gelangte er im Jahr 1968 in das Offizierskorps des US-Heeres. Dort wurde er als Leutnant den Panzereinheiten zugeteilt. In der Armee durchlief er anschließend alle Offiziersränge vom Leutnant bis zum Vier-Sterne-General.
Im Lauf seiner militärischen Karriere absolvierte LaPorte verschiedene Kurse und Schulungen. Dazu gehörten unter anderem der Armor Officer Advanced Course in Fort Knox in Kentucky und die University of California in Irvine.
In den Jahren 1969 und 1970 war er im Vietnamkrieg eingesetzt, wo er in einer zur 3. Infanteriedivision gehörenden Einheit und danach bei der 238th Aerial Weapons Company diente. Er war an der Operation Lam Son 719 beteiligt, einem strategischen Vorstoß nach Laos, um Nachschubwege der Nordvietnamesen zu blockieren.
Nach seiner Rückkehr aus Vietnam wurde er zur 4. Infanteriedivision in Fort Carson in Colorado versetzt. Daran schlossen sich der Armor Officer Advanced Course in Fort Knox und das Studium an der University of California in Irvine an. Es folgte eine Versetzung zur die United States Military Academy in West Point, wo er als Dozent tätig war.
In den folgenden Jahren war LaPorte unter anderem in Deutschland als Bataillonskommandeur tätig. In den Jahren 1989 bis 1993 gehörte er dem Stab der 1. Kavalleriedivision an, wo er zunächst die Stabsabteilung G3 (Operationen) leitete. Dann war er Stabschef dieser Division und Kommandeur einer Brigade. Als Stabschef der 1. Kavalleriedivision wurde er im Jahr 1990 im Rahmen des Zweiten Golfkriegs bzw. der Operationen Desert Shield und Desert Storm auf dem Kriegsgebiet eingesetzt.
Zwischen April 1994 und Juli 1995 war LaPorte Kommandeur des National Training Centers in Fort Irwin in Kalifornien. Anschließend übernahm von Eric K. Shinseki das Kommando über die 1. Kavalleriedivision in Fort Hood in Texas. Diese Funktion hatte er bis Juli 1997 inne, als er von Kevin P. Byrnes abgelöst wurde. Während seiner Zeit als Kommandeur wurden Teile seiner Division zu verschiedenen Einsätzen weltweit entsandt. Dazu gehörten Kuwait, Südkorea und Europa. Nach dem Ende seines Kommandos über die 1. Kavalleriedivision wurde LaPorte Stabsoffizier im Heeresministerium. Dort gehörte er der Stabsabteilung G3 (Operationen) an.
In den Jahren 1998 bis 2001 kommandierte er das III. Korps dessen Hauptquartier sich ebenfalls in Fort Hood befand. Nach den Terroranschläge am 11. September 2001 wurde LaPorte stellvertretender Kommandeur des United States Army Forces Command. Dort war er an den Planungen zur amerikanischen Reaktion auf diese Anschläge beteiligt. Zwischen dem 1. Mai 2002 und dem 3. Februar 2006 kommandierte LaPorte die United States Forces Korea, deren Hauptquartier sich in Seoul befand. Mit diesem Posten waren auch das Kommando über das dortige United Nations Command und das Combined Forces Command verbunden. In Südkorea spielte er eine wichtige Rolle bei der Untersuchung und Aufklärung von Prostitutionsvorwürfen und Menschenhandel durch Militärangehörige. Außerdem entschuldigte er sich persönlich bei zwei koreanischen Familien, deren Töchter versehentlich durch einen Unfall mit gepanzerten amerikanischen Fahrzeugen ums Leben gekommen waren. Nach dem Ende seines Kommandos in Koreas ging Leon LaPorte im Jahr 2006 in den Ruhestand.

## Orden und Auszeichnungen
Leon LaPorte erhielt im Lauf seiner militärischen Laufbahn unter anderem folgende Auszeichnungen:
- Army Distinguished Service Medal
- Legion of Merit
- Distinguished Flying Cross
- Bronze Star Medal
- Meritorious Service Medal
- Air Medal
- Army Commendation Medal
- Army Achievement Medal
- National Defense Service Medal
- Vietnam Service Medal
- Southwest Asia Service Medal
- Army Service Medal
- Army Overseas Service Medal
- Vietnam Campaign Medal
- Kuwait Liberation Medal (Saudi-Arabien)
- Kuwait Liberation Medal (Kuwait)
- Army Meritorious Unit Commendation
- Vietnamese Gallantry Cross Unit Citation